# Kraljevina Saska
Kraljevina Saska (njemački: Königreich Sachsen), trajala je između 1806. i 1918. kao neovisni član niza povijesnih konfederacija u Napoleonskoj i post-Napoleonskoj Njemačkoj. Od 1871. godine bila je dio Njemačkog Carstva. Postala je slobodna država u doba Weimarske Republike 1918. nakon završetka Prvog svjetskog rata i abdikacije kralja Fridrika Augusta III. od Saske. Glavni grad je bio grad Dresden, a moderna Slobodna Država Saska je njena država sljednica čiji se teritorij manje više poklapa s njezinim.